# 아사히촌 (니가타현 나카쿠비키군)
아사히촌(旭村)은 니가타현 나카쿠비키군에 있던 촌이다. 

## 역사
- 1889년 4월 1일 - 정촌제 시행에 수반해 나카쿠비키군내 인접한 촌을 확장해 아사히촌이 성립하였다.
- 1955년 3월 31일 - 요시카와촌, 미나모토촌, 아사히촌의 일부를 합병, 정으로 승격해 요시카와정이 설치되었고, 잔부는 오가타촌에 편입되었다.

## 참고문헌
- 『市町村名変遷辞典』東京堂出版、1990年。